# Vojkovice, Frýdek-Místek
Vojkovice là một làng thuộc huyện Frýdek-Místek, vùng Moravskoslezský, Cộng hòa Séc.